# 因克萊恩 (加利福尼亞州)
因克萊恩（英語：Incline）是位於美國加利福尼亞州馬里波薩縣的一個非建制地區。該地的面積和人口皆未知。

## 地理
因克萊恩的座標為37°39′38″N 119°51′10″W / 37.66056°N 119.85278°W，而該地的平均海拔高度為463米（即1519英尺）。